# Carlos Varela Romero
Carlos Varela Romero (San Fernando, Cádiz, 2 de mayo de 2005) es un baloncestista español que formó parte del Obradoiro Club de Amigos del Baloncesto (Obradoiro Ames) en la Liga EBA. Actualmente compite en liga EBA en el Baublock Gymnastica, de El Puerto de Santa María. Con una altura de 1.92 metros, ocupa la posición de escolta.

## Trayectoria Deportiva
Se formó en las categorías juveniles del CB Cimbisy Real Betis Baloncesto, participando en todas las divisiones de las selecciones provinciales y andaluzas. A la temprana edad de 16 años, en la temporada 2021-22, se unió al equipo del CB Cimbis en la Liga EBA. 
En la siguiente temporada, la 2022-23, el talentoso escolta fue fichado por el Real Betis Baloncesto de la Liga EBA, logrando alcanzar el oro en el Campeonato de Andalucía Junior. Además, del 2 al 10 de julio de 2023, Varela compitió en los NBA Academy Games celebrados en Atlanta, Georgia.
El 22 de julio de 2023, Varela tomó la decisión de abandonar el Real Betis para unirse al Monbus Obradoiro, siendo asignado a su equipo filial, el Obradoiro Ames de la Liga EBA.